# П'ятигірка
П'ятигірка — річка в Україні, в Бердичівському районі Житомирської області. Права притока Гнилоп'ятки (басейн Дніпра).

## Опис
Довжина 13 км, похил річки — 3,1 м/км. Формується з багатьох безіменних струмків та водойм. Площа басейну 46,2 км².

## Розташування
Бере початок на західній стороні від села Обухівки. Тече переважно на північний захід і в селі Кустин впадає у Гнилоп'ятку, ліву притоку Гнилоп'яті.
Населені пункти вздовж берегової смуги: Велика Пятигірка, Бенедівка, Романівка.